# 澤雄二
澤 雄二（さわ ゆうじ、1948年〈昭和23年〉4月22日 - 2025年〈令和7年〉1月3日）は、日本のジャーナリスト、テレビプロデューサー、政治家。
フジテレビ国際局次長を経て、参議院議員（1期）、農林水産大臣政務官（第1次安倍改造内閣・福田康夫内閣）、参議院法務委員長などを務めた。

## 来歴・人物
大阪府大阪市天王寺区に生まれる。千代田区立麹町中学校を経て、東京都立城南高等学校卒業。シンガーソングライターの山本コウタローと俳優の角野卓造は麹町中学校時代の同級生で、山本とは参議院議員時代に自身の公式サイト（現在は閉鎖）にて対談を行っている。
1971年3月、慶應義塾大学法学部政治学科卒業（石川忠雄ゼミ）。同年4月、フジテレビ（旧法人／現・フジ・メディア・ホールディングス）に入社。同期に須田哲夫、豊田皓がいる。報道局政治部、社会部、外信部記者などを務めた。プロデューサーとして「FNNスーパータイム」や「FNN DATE LINE」「報道2001」などの人気番組を次々に立ち上げる。「FNNスーパータイム」では逸見政孝、幸田シャーミンを起用し、週間平均視聴率が20%を超えテレビニュースの革命と言われた。
1993年7月、報道センター編集長に就任。全てのニュース・報道番組に関する現場の最高責任者となった。1995年8月、ニューヨーク支局長に就任。FCI,Inc.（Fujisankei Communications International / フジサンケイ・コミュニケーションズ・インターナショナル）ゼネラルマネージャー（北米総局長）に就任。1998年、フジテレビ、ソフトバンク株式会社（代表取締役社長：孫正義）、ソニー株式会社、ニューズ・コーポレーション・リミテッド（会長兼CEO：ルパート・マードック）の共同出資会社であるスカイエンターテイメント株式会社取締役副社長に就任。1999年、フジテレビ国際局次長に就任。
2003年3月、公明党からの出馬要請を受け、フジテレビを退職。2004年7月11日、第20回参議院議員通常選挙に東京都選挙区から公明党公認で立候補し、比例区に鞍替えした浜四津敏子と連動し初当選。2007年、農林水産大臣政務官に就任（第1次安倍改造内閣・福田康夫内閣）。2010年7月11日、第22回参議院議員通常選挙に立候補せず（党内規の「議員任期中に66歳を超えない」によるもの）、政界を引退（後継は竹谷とし子）。2025年1月3日、肺炎のため埼玉県川口市の病院で死去。76歳没。

## 役職歴
- 参議院
  - 国際問題調査会理事
  - 予算委員会理事
  - 総務委員会理事
  - 参議院法務委員会委員長
  - 拉致問題対策委員会事務局長
  - 法務・外交安保・農林水産各部会副部会長
  - 新型インフルエンザ対策本部事務局長代理
  - 国民生活・経済調査会理事
- 公明党
  - 参院国会対策副委員長
  - 災害対策本部事務局次長
  - 宣伝局次長
  - 国際局次長
  - 東京都本部副代表
  - 広報局次長